# Liga Nogometnog podsaveza Autonomne Kosovsko-metohijske oblasti 1952.
Liga Nogometnog podsaveza Autonomne Kosovsko-metohijske oblasti', također kao i Liga Kosmetskog podsaveza, Liga Podsaveza AKMO, Podsavezna liga Kosova, je bila liga drugog stupnja nogometnog prvenstva Jugoslavije u sezoni 1952. 
 Sudjelovalo je 8 klubova, a prvak je bila "Trepča" iz Kosovske Mitrovice. 

## Ljestvica
| mj.    | klub                   | ut. | pob. | ner. | por. | gol+ | gol- | bod |
| ------ | ---------------------- | --- | ---- | ---- | ---- | ---- | ---- | --- |
| 1.     | Trepča K. Mitrovica    | 14  | 12   | 0    | 2    | 40   | 11   | 24  |
| 2.     | Kosovo Priština        | 14  | 10   | 2    | 2    | 39   | 14   | 22  |
| 3.     | Budućnost Peć          | 14  | 9    | 1    | 4    | 44   | 23   | 19  |
| 4.     | Vlaznimi Đakovica      | 14  | 7    | 2    | 5    | 23   | 21   | 16  |
| 5.     | Milicionar Priština    | 14  | 4    | 3    | 7    | 31   | 38   | 11  |
| 6.     | Crvena zvezda Gnjilane | 14  | 4    | 3    | 7    | 13   | 32   | 11  |
| 7.     | Borac Uroševac         | 14  | 2    | 3    | 9    | 20   | 42   | 7   |
| 8.     | Metohija Prizren       | 14  | 1    | 2    | 11   | 15   | 44   | 4   |
|        |                        |     |      |      |      |      |      |     |
| Izvori |                        |     |      |      |      |      |      |     |

- Viši rang:
  - "Trepča" iz Kosovske Mitrovice je igrala završnicu "Prvenstva Srbije". Nije se plasirala u kvalifikacije za 1. saveznu ligu.
- Ispali:
  - nitko, zbog proširenja lige na 10 klubova
- Novi članovi:
  - Sloga (Lipljan) i Zvečan

## Rezultatska križaljka
| kratica | klub                      | BOR | BUD | CRZ | KOS | MET | MIL | TRE | VLA |
| --- | ------------------------- | --- | --- | --- | --- | --- | --- | --- | --- |
| BOR | Borac Uroševac            |     |     |     |     |     |     |     |     |
| BUD | Budućnost Peć             |     |     |     |     |     |     |     |     |
| CRZ | Crvena zvezda Gnjilane    |     |     |     |     |     |     |     |     |
| KOS | Kosovo Priština           |     |     |     |     |     |     |     |     |
| MET | Metohija Prizren          |     |     |     |     |     |     |     |     |
| MIL | Milicionar Priština       |     |     |     |     |     |     |     |     |
| TRE | Trepča Kosovska Mitrovica |     |     |     |     |     |     |     |     |
| VLA | Vlaznimi Đakovica         |     |     |     |     |     |     |     |     |
| |                           |     |     |     |     |     |     |     |     |
| podebljan rezultat - utakmice od 1. do 7. kola (1. utakmica između klubova) rezultat normalne debljine - utakmice od 8. do 14. kola (2. utakmica između klubova) rezultat nakošen - nije vidljiv redoslijed odigravanja međusobnih utakmica iz dostupnih izvora rezultat nakošen i smanjen * - iz dostupnih izvora nije uočljiv domaćin susreta prekrižen rezultat - poništena ili brisana utakmica p - utakmica prekinuta 3:0 p.f. / 0:3 p.f. - rezultat 3:0 bez borbe n.i. - nije igrano |                           |     |     |     |     |     |     |     |     |

 Izvori: 

## Kvalifikacije za Prvu saveznu ligu – Republička razina
- Sudionici:
  - Spartak Subotica, Dinamo Pančevo i Proleter Zrenjanin, tri prvoplasirana tima Vojvođanske lige
  - Radnički Beograd, prvak grada Beograda
  - Radnički Obrenovac, prvak Beogradskog podsaveza
  - Napredak Kruševac, prvak Kragujevačkog podsaveza
  - Radnički Niš, prvak Niškog podsaveza
  - Trepča K. Mitrovica, prvak Kosmetskog podsaveza

| 1. kolo              | 1. kolo               | 1. lipnja  | 8. lipnja       |
| -------------------- | --------------------- | ---------- | --------------- |
| Radnički (Beograd)   | Proleter (Zrenjanin)  | 4:1        | 1:3             |
| Radnički (Obrenovac) | Spartak (Subotica)    | 1:6        | 0:5             |
| Dinamo (Pančevo)     | Trepča (K. Mitrovica) | 6:0        | 0:3             |
| Radnički (Niš)       | Napredak (Kruševac)   | 3:1        | 0:4             |
| 2. kolo              | 2. kolo               | 15. lipnja | 22. lipnja      |
| Napredak (Kruševac)  | Spartak (Subotica)    | 1:5        | 2:5             |
| Dinamo (Pančevo)     | Radnički (Beograd)    | 2:0        | 1:3, penali 4:3 |
| Finale               | Finale                | 26. lipnja | 1. srpnja       |
| Spartak (Subotica)   | Dinamo (Pančevo)      | 2:0        | 1:1             |

- Spartak, ujedno i republički prvak, plasirao se u završnicu saveznih kvalifikacija

## Unutrašnje poveznice
- 2. ligaški rang 1952.
- Vojvođanska liga 1952.